# 30-й отдельный понтонно-мостовой батальон
30-й отдельный моторизованный понтонно-мостовой Печенгский Краснознамённый батальон — воинское подразделение в вооружённых силах СССР во время Великой Отечественной войны. Во время войны существовало три формирования батальона под одним и тем же номером.

## 30-й отдельный моторизованный понтонно-мостовой батальон Юго-Западного фронта
Создан на базе 17-го понтонно-мостового полка 26-й армии Юго-Западного фронта. В составе действующей армии с 15.07.1941 по 07.11.1941 года.
Находился во фронтовом подчинении Юго-Западного фронта
Уничтожен под Киевом в окружении в сентябре 1941 года, официально расформирован 07.11.1941.

### Подчинение
| Дата       | Фронт (округ)      | Армия | Корпус | Дивизия | Бригада | Примечания |
| ---------- | ------------------ | ----- | ------ | ------- | ------- | ---------- |
| 01.08.1941 | Юго-Западный фронт | -     | -      | -       | -       | -          |
| 01.09.1941 | Юго-Западный фронт | -     | -      | -       | -       | -          |

## 30-й отдельный понтонно-мостовой батальон 30-й танковой дивизии
В составе действующей армии с 22.06.1941 по 30.06.1941 года.
Входил в состав 30-й танковой дивизии. На 22.06.1941 дислоцировался в г.дв.Линево.
Уничтожен в Западной Белоруссии в первые дни войны, вполне вероятно что 22.06.1941 года при артиллерийской подготовке.
30.06.1941 года официально расформирован.

### Подчинение
| Дата       | Фронт (округ)  | Армия     | Корпус                       | Дивизия               | Бригада | Примечания |
| ---------- | -------------- | --------- | ---------------------------- | --------------------- | ------- | ---------- |
| 22.06.1941 | Западный фронт | 4-я армия | 14-й механизированный корпус | 30-я танковая дивизия | -       | -          |

## 30-й отдельный моторизованный понтонно-мостовой Печенгский батальон
Сформирован путём переименования 54-го отдельного моторизованного понтонно-мостового батальона 7-й армии 25.08.1944.
В составе действующей армии с 25.08.1944 по 15.11.1944 и с 09.08.1945 по 03.09.1945 года.
Формирование произошло после Свирско-Петрозаводской операции. Вскоре батальон был переброшен в Заполярье, где принял участие в Петсамо-Киркенесской операции, будучи приданным частям 131-го стрелкового корпуса. Отличился при взятии Петсамо за что 31.10.1944 года получил почётное наименование Печенгский. Был отведён в резерв, в июле 1945 года переброшен на Дальний Восток, где принял участие в Маньчжурской наступательной операции.

### Подчинение
| Дата       | Фронт (округ)             | Армия                                 | Корпус                  | Дивизия | Бригада | Примечания |
| ---------- | ------------------------- | ------------------------------------- | ----------------------- | ------- | ------- | ---------- |
| 01.09.1944 | Карельский фронт          | 7-я армия                             | -                       | -       | -       | -          |
| 01.10.1944 | Карельский фронт          | 14-я армия                            | 131-й стрелковый корпус | -       | -       | -          |
| 01.11.1944 | Карельский фронт          | 14-я армия                            | 131-й стрелковый корпус | -       | -       | -          |
| 01.12.1944 | Резерв Ставки ВГК         | Полевое управление Карельского фронта | -                       | -       | -       | -          |
| 01.01.1945 | Резерв Ставки ВГК         | Резервное фронтовое управление        | -                       | -       | -       | -          |
| 01.02.1945 | Резерв Ставки ВГК         | Резервное фронтовое управление        | -                       | -       | -       | -          |
| 01.03.1945 | Резерв Ставки ВГК         | Резервное фронтовое управление        | -                       | -       | -       | -          |
| 01.04.1945 | Резерв Ставки ВГК         | Резервное фронтовое управление        | -                       | -       | -       | -          |
| 01.05.1945 | Резерв Ставки ВГК         | Резервное фронтовое управление        | -                       | -       | -       | -          |
| 01.06.1945 | -                         | -                                     | -                       | -       | -       | нет данных |
| 01.07.1945 | -                         | -                                     | -                       | -       | -       | нет данных |
| 01.08.1945 | Приморская группа войск   | -                                     | -                       | -       | -       | -          |
| 09.08.1945 | 1-й Дальневосточный фронт | -                                     | -                       | -       | -       | -          |
| 03.09.1945 | 1-й Дальневосточный фронт | -                                     | -                       | -       | -       | -          |

## Награды
| Награда (наименование)             | Дата награждения                                                         | За что получена |
| ---------------------------------- | ------------------------------------------------------------------------ | --- |
| Почётное наименование «Печенгский» | Приказ Верховного Главнокомандующего СССР № 0354 от 31 октября 1944 года | За овладение городом Петсамо (Печенга) |
| Орден Красного знамени             | Указ Президиума Верховного Совета СССР от 19 сентября 1945 года          | За образцовое выполнение заданий командования в боях против японских войск на Дальнем Востоке при форсировании реки Уссури, прорыве Хутоуского, Мишаньского, Пограничненского, Дуннинского укреплённых районов, овладении городами Мишань, Гирин, Янцзы, Харбин и проявленные при этом доблесть и мужество. |

## См.также
- Юго-Западный фронт
- 30-я танковая дивизия